# Rolf Linnenkamp
Rolf Linnenkamp (* 14. August 1925 in Dortmund; † 31. Mai 2003 in München) war ein deutscher Kunsthistoriker. Er war Chefredakteur und Mitherausgeber von Kindlers Malerei-Lexikon.

## Leben
Linnenkamp begann an der Johann Wolfgang Goethe-Universität Frankfurt am Main Kunstgeschichte, Archäologie, Philosophie und Soziologie zu studieren. 1950 wurde er Mitglied des damals in Frankfurt ansässigen Corps Franconia Jena. Als Inaktiver wechselte er an die Ludwig-Maximilians-Universität München und die Julius-Maximilians-Universität Würzburg. Mit einer Doktorarbeit über Aristide Maillol wurde er 1956 in Würzburg zum Dr. phil. promoviert. 1957/58 war er an der Hamburger Kunsthalle tätig, wo seine Sonntagvormittag-Führungen sehr beliebt waren.
Fasziniert von mathematischen Grundgesetzen, befasste er sich vor allem mit den klassischen Proportionen. Er entwickelte aus der eindimensionalen Fibonacci-Folge den Goldenen Schnitt der Fläche und 1961 den Goldenen Schnitt des Würfels. Das Modell befindet sich in der Namibia Wissenschaftlichen Gesellschaft in Windhuk. Nach Studien am Kunsthistorischen Institut in Florenz kehrte Linnenkamp 1960 nach München zurück, wo er von 1961 bis 1968 als Chefredakteur und Mitherausgeber von Kindlers Malerei-Lexikon ein Standardwerk zur Geschichte der Malerei schuf.  1974 bis 1979 brachte er die seit Jahrzehnten vergriffene Taschenbuch-Reihe Heynes Stilkunde heraus, in der er selber die Bände Die Gründerzeit (1976) und Die Schlösser und Projekte Ludwigs II. (1977) übernahm. Als Chefredakteur des Pantheon publizierte er 1981 Artikel über Kreta (Kretas minoische Götterwelt, Kretas antike Geschichte von Minos bis Christos).

## Werke
- Antiquitäten. Jugendstil. Heyne 1973. ISBN 978-3453410763.
- Die Gründerzeit 1835-1918. Heyne Stilkunde 4. Heyne 1976. ISBN 978-3453411838.
- Mittelmeer-Trilogie: Pharaonendämmerung – Hellenika von Persiens Gnaden – Reichsrömisches Mittelmeer. 1991–1993.
- Alle Bilderkompositionen. 1994.
- Gedanken zum Heiligen Kreuz. 1995.
- Der Goldene Schnitt des Kubus. 1996.
- Logik der Stadtplanung in Roma Imperialis. 1997.
- Logik der Bau- und Bildkunst im Vatikanstaat, 4 Bände. 1998–2000.
- Das Genie in der Bildenden Kunst. 2001.
- Logik der Platz-Baukunst in Rom. 2002.
- Jesus Wunder und Gleichnisse – eine Gottesbeweis-Kette im Neuen Testament. 2003.
- Kunstkritik im Fadenkreuz.